# Froland
58°30′31″N 8°37′53″Ø / 58.50861°N 8.63139°Ø
Froland er en kommune i Agder fylke i Norge. Den grænser i nord til Åmli, i øst til Tvedestrand, i syd til Arendal, Grimstad og Birkenes, og i vest til Evje og Hornnes og Bygland.
Dagens kommune blev til ved sammenlægning af de tidligere Froland og Mykland kommuner i 1967.

## Historie
Frolands verk blev grundlagt som jernværk i 1763 og drevet som sådan frem til 1867. Efterhånden tog skovdrift og savværk over. I dag er hovedbygningen fra 1791 fredet, og den gamle stald bruges som kulturcenter.

## Erhvervssliv
Energiselskabet Arendals fossekompani, grundlagt 1896, driver tre kraftstationer i Froland og Åmli og har sin administration i Bøylefoss i Froland.
Nelaug i Froland er første station på Arendalsbanen (tidligere Nelaugbanen), som er bindeled mellem Sørlandsbanen og Arendal.
Byvåbnet blev godkendt i 1986. Det viser et sølvfarvet egern på en grøn baggrund som symbol på skov og skovdrift.

## Personer fra Froland
- Niels Henrik Abel, matematiker, døde på Frolands verk i 1829, begravet på Froland kirkegård
- Iver Steen Thomle († 1889), jurist
- Helene Ugland († 1940),  arbejderpioner, født på Lille Augland i Froland
- Olaf Hammen († 1948), forfatter
- Klemmet Hammen († 1978), journalist, digter og lokalhistoriker
- Helge Løvland († 1984),  Guldmedalje i tikamp under OL i Antwerpen.
- Olav Hovatn (1892-2003), ældste person i Norge ved sin død